# Liste des monuments historiques du Calvados (A-F)
Cette liste regroupe une partie des monuments historiques du Calvados.
- Haut – A
- B
- C
- D
- E
- F
- G
- H
- I
- J
- K
- L
- M
- N
- O
- P
- Q
- R
- S
- T
- U
- V
- W
- X
- Y
- Z

## Liste
Pour des raisons de taille, la liste est découpée en trois. Cette partie regroupe les communes débutant de A à F. Pour les autres, voir G-O et P-Z.
| Monument                                                                         | Commune                                                | Adresse                                         | Coordonnées                                     | Notice                                          | Protection                                      | Date                                            | Illustration                                                                     |
| -------------------------------------------------------------------------------- | ------------------------------------------------------ | ----------------------------------------------- | ----------------------------------------------- | ----------------------------------------------- | ----------------------------------------------- | ----------------------------------------------- | -------------------------------------------------------------------------------- |
| Château d'Ablon                                                                  | Ablon                                                  | Le Château                                      | 49° 23′ 18″ nord, 0° 18′ 04″ est                | « PA00111828 »                                  | Inscrit Classé                                  | 1990 1994                                       | Image manquante Téléverser                                                       |
| Château de la Motte                                                              | Acqueville                                             |                                                 | 48° 57′ 52″ nord, 0° 22′ 20″ ouest              | « PA00111005 »                                  | Inscrit Classé                                  | 1997 1998                                       | Château de la Motte                                                              |
| Église Saint-Aubin                                                               | Acqueville                                             |                                                 | 48° 58′ 19″ nord, 0° 22′ 03″ ouest              | « PA00111006 »                                  | Inscrit                                         | 1933                                            | Église Saint-Aubin                                                               |
| Château de Coupigny                                                              | Airan                                                  |                                                 | 49° 05′ 13″ nord, 0° 09′ 51″ ouest              | « PA00111007 »                                  | Inscrit                                         | 1927                                            | Château de Coupigny                                                              |
| Église Saint-Germain                                                             | Airan                                                  |                                                 | 49° 06′ 04″ nord, 0° 09′ 09″ ouest              | « PA00111008 »                                  | Classé                                          | 1930                                            | Église Saint-Germain                                                             |
| Moulin à eau                                                                     | Airan                                                  | Le moulin                                       | 49° 06′ 16″ nord, 0° 09′ 00″ ouest              | « PA00111009 »                                  | Inscrit                                         | 1975                                            | Moulin à eau                                                                     |
| Château des Planches                                                             | Amblie                                                 |                                                 | 49° 17′ 22″ nord, 0° 30′ 48″ ouest              | « PA00111010 »                                  | Inscrit                                         | 1982                                            | Château des Planches                                                             |
| Église Saint-Pierre                                                              | Amblie                                                 |                                                 | 49° 17′ 32″ nord, 0° 29′ 10″ ouest              | « PA00111011 »                                  | Classé Inscrit                                  | 1910 1927                                       | Église Saint-Pierre                                                              |
| Église Saint-Martin                                                              | Anguerny                                               |                                                 | 49° 16′ 01″ nord, 0° 24′ 08″ ouest              | « PA00111012 »                                  | Classé                                          | 1910                                            | Église Saint-Martin                                                              |
| Église Saint-Pierre                                                              | Anisy                                                  |                                                 | 49° 15′ 12″ nord, 0° 23′ 29″ ouest              | « PA00111013 »                                  | Inscrit                                         | 1927                                            | Église Saint-Pierre                                                              |
| Château d'Annebault                                                              | Annebault                                              |                                                 | 49° 14′ 45″ nord, 0° 03′ 10″ est                | « PA00111014 »                                  | Classé                                          | 1973                                            | Image manquante Téléverser                                                       |
| Château du Fresne                                                                | Argences                                               |                                                 | 49° 08′ 22″ nord, 0° 09′ 57″ ouest              | « PA00111015 »                                  | Inscrit                                         | 1932                                            | Image manquante Téléverser                                                       |
| Station radar                                                                    | Arromanches-les-Bains                                  | Le Callouet                                     | 49° 19′ 51″ nord, 0° 37′ 12″ ouest              | « PA14000009 »                                  | Inscrit                                         | 1998                                            | Station radar                                                                    |
| Batterie                                                                         | Asnelles                                               |                                                 | 49° 20′ 31″ nord, 0° 35′ 04″ ouest              | « PA00111837 »                                  | Inscrit                                         | 1992                                            | Batterie                                                                         |
| Église Saint-Vigor                                                               | Asnières-en-Bessin                                     |                                                 | 49° 22′ 03″ nord, 0° 56′ 19″ ouest              | « PA00111016 »                                  | Classé                                          | 1840                                            | Église Saint-Vigor                                                               |
| Château d'Aubigny                                                                | Aubigny                                                | Le Château                                      | 48° 54′ 53″ nord, 0° 13′ 00″ ouest              | « PA00111017 »                                  | Classé                                          | 1948                                            | Château d'Aubigny                                                                |
| Château d'Audrieu                                                                | Audrieu                                                |                                                 | 49° 12′ 15″ nord, 0° 35′ 42″ ouest              | « PA00111018 »                                  | Classé                                          | 1967                                            | Château d'Audrieu                                                                |
| Église Notre-Dame                                                                | Audrieu                                                |                                                 | 49° 12′ 26″ nord, 0° 35′ 43″ ouest              | « PA00111019 »                                  | Classé                                          | 1862                                            | Église Notre-Dame                                                                |
| Chapelle Saint-Aubin                                                             | Auquainville                                           |                                                 | 49° 02′ 53″ nord, 0° 14′ 31″ est                | « PA14000075 »                                  | Inscrit                                         | 2007                                            | Chapelle Saint-Aubin                                                             |
| Église Notre-Dame                                                                | Auquainville                                           |                                                 | 49° 03′ 22″ nord, 0° 14′ 52″ est                | « PA00111020 »                                  | Classé                                          | 1978                                            | Église Notre-Dame                                                                |
| Manoir de Caudemone                                                              | Auquainville                                           |                                                 | 49° 03′ 56″ nord, 0° 14′ 37″ est                | « PA00111021 »                                  | Inscrit                                         | 1929                                            | Image manquante Téléverser                                                       |
| Manoir de Lortier                                                                | Auquainville                                           |                                                 | 49° 03′ 20″ nord, 0° 14′ 35″ est                | « PA00111022 »                                  | Inscrit                                         | 1977                                            | Image manquante Téléverser                                                       |
| Croix de cimetière                                                               | Authie                                                 |                                                 | 49° 12′ 26″ nord, 0° 25′ 55″ ouest              | « PA00111023 »                                  | Inscrit                                         | 1927                                            | Croix de cimetière                                                               |
| Église Saint-Vigor                                                               | Authie                                                 |                                                 | 49° 12′ 26″ nord, 0° 25′ 56″ ouest              | « PA00111024 »                                  | Classé                                          | 1913                                            | Église Saint-Vigor                                                               |
| Chapelle Saint-Meuf                                                              | Les Authieux-sur-Calonne                               |                                                 | 49° 17′ 52″ nord, 0° 16′ 55″ est                | « PA00111025 »                                  | Inscrit                                         | 1926                                            | Chapelle Saint-Meuf                                                              |
| Manoir de la Porte                                                               | Les Authieux-sur-Calonne                               |                                                 | 49° 17′ 49″ nord, 0° 16′ 32″ est                | « PA14000101 »                                  | Inscrit Classé                                  | 2012                                            | Image manquante Téléverser                                                       |
| Église Saint-Germain                                                             | Auvillars                                              |                                                 | 49° 11′ 43″ nord, 0° 04′ 13″ est                | « PA00111026 »                                  | Inscrit                                         | 1926                                            | Église Saint-Germain                                                             |
| Manoir de la Bruyère                                                             | Auvillars                                              | La Bruyère                                      | 49° 11′ 24″ nord, 0° 04′ 13″ est                | « PA00111027 »                                  | Inscrit                                         | 1974 2008                                       | Image manquante Téléverser                                                       |
| Château de Balleroy                                                              | Balleroy                                               |                                                 | 49° 10′ 45″ nord, 0° 50′ 33″ ouest              | « PA00111028 »                                  | Classé                                          | 1951                                            | Château de Balleroy                                                              |
| Église Saint-Martin                                                              | Balleroy                                               |                                                 | 49° 10′ 47″ nord, 0° 50′ 23″ ouest              | « PA00111029 »                                  | Classé                                          | 1951                                            | Église Saint-Martin                                                              |
| Ancien portail de l’abbaye de Troarn                                             | Banneville-la-Campagne                                 |                                                 | 49° 10′ 35″ nord, 0° 13′ 45″ ouest              | « PA00111030 »                                  | Inscrit                                         | 1928                                            | Ancien portail de l’abbaye de Troarn                                             |
| Chapelle Saint-Clair                                                             | Banneville-sur-Ajon                                    |                                                 | 49° 04′ 19″ nord, 0° 33′ 45″ ouest              | « PA00111031 »                                  | Classé                                          | 1930                                            | Chapelle Saint-Clair                                                             |
| Abbaye Notre-Dame                                                                | Barbery                                                |                                                 | 49° 01′ 32″ nord, 0° 20′ 46″ ouest              | « PA00111032 »                                  | Inscrit                                         | 2005                                            | Abbaye Notre-Dame                                                                |
| Château de Barbeville                                                            | Barbeville                                             |                                                 | 49° 16′ 36″ nord, 0° 45′ 19″ ouest              | « PA00111033 »                                  | Inscrit                                         | 1972                                            | Château de Barbeville                                                            |
| Église Saint-Martin                                                              | Barbeville                                             |                                                 | 49° 16′ 40″ nord, 0° 44′ 42″ ouest              | « PA00111034 »                                  | Inscrit                                         | 1926                                            | Église Saint-Martin                                                              |
| Église Saint-Jean-Baptiste                                                       | Barneville-la-Bertran                                  |                                                 | 49° 23′ 18″ nord, 0° 11′ 14″ est                | « PA00111035 »                                  | Inscrit                                         | 1933                                            | Église Saint-Jean-Baptiste                                                       |
| Manoir des Vallées                                                               | Barneville-la-Bertran                                  | Les Vallées                                     | 49° 22′ 59″ nord, 0° 11′ 00″ est                | « PA14000015 »                                  | Inscrit                                         | 2000                                            | Manoir des Vallées                                                               |
| Château de Baron-sur-Odon                                                        | Baron-sur-Odon                                         |                                                 | 49° 07′ 58″ nord, 0° 29′ 12″ ouest              | « PA00111036 »                                  | Inscrit                                         | 1975                                            | Château de Baron-sur-Odon                                                        |
| Église Notre-Dame-de-la-Nativité                                                 | Baron-sur-Odon                                         |                                                 | 49° 07′ 38″ nord, 0° 29′ 01″ ouest              | « PA00111037 »                                  | Classé Inscrit                                  | 1910 1927                                       | Église Notre-Dame-de-la-Nativité                                                 |
| Maison La Taverne                                                                | Barou-en-Auge                                          |                                                 | 48° 55′ 57″ nord, 0° 02′ 41″ ouest              | « PA00111038 »                                  | Inscrit                                         | 1930                                            | Maison La Taverne                                                                |
| Église Saint-Georges                                                             | Basly                                                  |                                                 | 49° 16′ 44″ nord, 0° 25′ 29″ ouest              | « PA00111039 »                                  | Inscrit                                         | 1927                                            | Église Saint-Georges                                                             |
| Château de Bavent                                                                | Bavent                                                 | Route de Dozulé 2 rue du Marais                 | 49° 13′ 46″ nord, 0° 11′ 05″ ouest              | « PA00111040 »                                  | Inscrit                                         | 1975                                            | Château de Bavent                                                                |
| Château de Béneauville                                                           | Bavent                                                 |                                                 | 49° 14′ 24″ nord, 0° 11′ 39″ ouest              | « PA00111041 »                                  | Classé                                          | 1958                                            | Château de Béneauville                                                           |
|                                                                                  | Bayeux                                                 | Voir Liste des monuments historiques de Bayeux  | Voir Liste des monuments historiques de Bayeux  | Voir Liste des monuments historiques de Bayeux  | Voir Liste des monuments historiques de Bayeux  | Voir Liste des monuments historiques de Bayeux  | Voir Liste des monuments historiques de Bayeux                                   |
| Église Saint-Martin                                                              | Bazenville                                             | Le Bourg                                        | 49° 17′ 56″ nord, 0° 35′ 13″ ouest              | « PA00111069 »                                  | Classé Inscrit                                  | 1917 2000                                       | Église Saint-Martin                                                              |
| Église Notre-Dame de Druval                                                      | Beaufour-Druval                                        |                                                 | 49° 12′ 27″ nord, 0° 01′ 54″ est                | « PA00111070 »                                  | Inscrit                                         | 1975                                            | Église Notre-Dame de Druval                                                      |
| Château de Beaumais                                                              | Beaumais                                               |                                                 | 48° 53′ 41″ nord, 0° 04′ 25″ ouest              | « PA00111071 »                                  | Inscrit                                         | 1933                                            | Château de Beaumais                                                              |
| Église de la Nativité-Notre-Dame                                                 | Beaumais                                               |                                                 | 48° 53′ 43″ nord, 0° 04′ 35″ ouest              | « PA00111072 »                                  | Classé                                          | 1930                                            | Église de la Nativité-Notre-Dame                                                 |
| Église Saint-Étienne                                                             | Beaumesnil                                             |                                                 | 48° 53′ 41″ nord, 0° 59′ 02″ ouest              | « PA00111073 »                                  | Inscrit                                         | 1964                                            | Église Saint-Étienne                                                             |
| Église Saint-Sauveur (ancienne église priorale)                                  | Beaumont-en-Auge                                       |                                                 | 49° 16′ 43″ nord, 0° 06′ 40″ est                | « PA00111074 »                                  | Inscrit                                         | 1975                                            | Église Saint-Sauveur (ancienne église priorale)                                  |
| Église de l'Assomption-de-Notre-Dame                                             | Bellengreville                                         | au milieu du cimetière, détruite en août 1944   | 49° 07′ 29″ nord, 0° 12′ 48″ ouest              | « PA00111075 »                                  | Inscrit                                         | 1932                                            | Église de l'Assomption-de-Notre-Dame                                             |
| Manoir de la Perquette                                                           | Bellengreville                                         | La Perquette                                    | 49° 07′ 47″ nord, 0° 13′ 18″ ouest              | « PA00111076 »                                  | Inscrit                                         | 1980                                            | Manoir de la Perquette                                                           |
| Manoir de Bellou                                                                 | Bellou                                                 | Manoir de Bellou                                | 48° 58′ 57″ nord, 0° 13′ 43″ est                | « PA00111077 »                                  | Classé                                          | 1923 2004                                       | Manoir de Bellou                                                                 |
| Domaine des Enclos                                                               | Benerville-sur-Mer                                     |                                                 | 49° 20′ 04″ nord, 0° 03′ 02″ est                | « PA14000084 »                                  | Inscrit                                         | 2010                                            | Image manquante Téléverser                                                       |
| Café Gondrée                                                                     | Bénouville                                             | Le Canal, 12 avenue du Commandant-Kieffer       | 49° 14′ 34″ nord, 0° 16′ 17″ ouest              | « PA00111078 »                                  | Inscrit                                         | 1987 1993                                       | Café Gondrée                                                                     |
| Château de Bénouville                                                            | Bénouville                                             |                                                 | 49° 14′ 11″ nord, 0° 16′ 52″ ouest              | « PA00111079 »                                  | Classé                                          | 1930 1987                                       | Château de Bénouville                                                            |
| Église Notre-Dame                                                                | Bénouville                                             |                                                 | 49° 14′ 48″ nord, 0° 16′ 34″ ouest              | « PA00111080 »                                  | Inscrit                                         | 1932                                            | Église Notre-Dame                                                                |
| Château de Bény-sur-Mer                                                          | Bény-sur-Mer                                           | Le Bourg                                        | 49° 17′ 17″ nord, 0° 26′ 06″ ouest              | « PA14000011 »                                  | Inscrit                                         | 1998                                            | Château de Bény-sur-Mer                                                          |
| Église de l'Assomption-de-Notre-Dame                                             | Bény-sur-Mer                                           |                                                 | 49° 17′ 29″ nord, 0° 25′ 56″ ouest              | « PA00111081 »                                  | Classé                                          | 1885                                            | Église de l'Assomption-de-Notre-Dame                                             |
| Menhir de la Demoiselle de Bracqueville                                          | Bény-sur-Mer                                           | Bracqueville                                    | 49° 16′ 55″ nord, 0° 26′ 34″ ouest              | « PA00111082 »                                  | Classé                                          | 1933                                            | Menhir de la Demoiselle de Bracqueville                                          |
| Château de Bernesq                                                               | Bernesq                                                |                                                 | 49° 16′ 20″ nord, 0° 56′ 34″ ouest              | « PA00111083 »                                  | Inscrit                                         | 1927                                            | Château de Bernesq                                                               |
| Église Sainte-Anne de Sainte-Anne-d'Entremont                                    | Bernières-d'Ailly                                      | Sainte-Anne d'Entremont                         | 48° 56′ 35″ nord, 0° 06′ 35″ ouest              | « PA00111084 »                                  | Inscrit                                         | 1975                                            | Église Sainte-Anne de Sainte-Anne-d'Entremont                                    |
| Château d'Ailly                                                                  | Bernières-d'Ailly                                      | Ailly                                           | 48° 56′ 33″ nord, 0° 04′ 57″ ouest              | « PA00111085 »                                  | Inscrit                                         | 1970                                            | Château d'Ailly                                                                  |
| Église Saint-Gerbold d'Ailly                                                     | Bernières-d'Ailly                                      | Ailly                                           | 48° 56′ 33″ nord, 0° 04′ 56″ ouest              | « PA00111086 »                                  | Inscrit                                         | 1970                                            | Église Saint-Gerbold d'Ailly                                                     |
| Château de la Rochelle                                                           | Bernières-le-Patry                                     |                                                 | 48° 49′ 10″ nord, 0° 45′ 10″ ouest              | « PA14000053 »                                  | Inscrit                                         | 2005                                            | Image manquante Téléverser                                                       |
| Pavillons du château de Semilly                                                  | Bernières-sur-Mer                                      | Rue de la Mer Rue des Ormes                     | 49° 19′ 59″ nord, 0° 25′ 25″ ouest              | « PA00111087 »                                  | Inscrit                                         | 1937                                            | Pavillons du château de Semilly                                                  |
| Église Notre-Dame-de-la-Nativité                                                 | Bernières-sur-Mer                                      |                                                 | 49° 19′ 52″ nord, 0° 25′ 26″ ouest              | « PA00111088 »                                  | Classé                                          | 1840                                            | Église Notre-Dame-de-la-Nativité                                                 |
| Manoir de la Luzerne                                                             | Bernières-sur-Mer                                      | 49 rue du Maréchal-Montgomery                   | 49° 19′ 57″ nord, 0° 24′ 44″ ouest              | « PA14000013 »                                  | Inscrit                                         | 1998                                            | Manoir de la Luzerne                                                             |
| Manoir de Beuvron-en-Auge                                                        | Beuvron-en-Auge                                        |                                                 | 49° 11′ 14″ nord, 0° 02′ 45″ ouest              | « PA00111090 »                                  | Inscrit                                         | 1989                                            | Manoir de Beuvron-en-Auge                                                        |
| Manoir de la Hogue                                                               | Beuvron-en-Auge                                        |                                                 | 49° 11′ 30″ nord, 0° 02′ 11″ ouest              | « PA14000074 »                                  | Inscrit                                         | 2007                                            | Image manquante Téléverser                                                       |
| Manoir du Lieu Hocquart                                                          | Beuvron-en-Auge                                        | Le Lieu Hocquart                                | 49° 12′ 02″ nord, 0° 03′ 10″ ouest              | « PA00111089 »                                  | Inscrit                                         | 1977                                            | Image manquante Téléverser                                                       |
| Château de la Londe                                                              | Biéville-Beuville                                      |                                                 | 49° 13′ 50″ nord, 0° 21′ 57″ ouest              | « PA00111091 »                                  | Inscrit                                         | 1947                                            | Château de la Londe                                                              |
| Église Notre-Dame                                                                | Biéville-Beuville                                      |                                                 | 49° 14′ 04″ nord, 0° 19′ 33″ ouest              | « PA00111092 »                                  | Classé                                          | 1910                                            | Église Notre-Dame                                                                |
| Ferme de la Vallée                                                               | Biéville-Beuville                                      | La Vallée                                       | 49° 14′ 15″ nord, 0° 19′ 23″ ouest              | « PA00111093 »                                  | Inscrit                                         | 1984                                            | Ferme de la Vallée                                                               |
| Manoir Balleroy                                                                  | Biéville-Beuville                                      | rue Colbert                                     | 49° 13′ 59″ nord, 0° 19′ 37″ ouest              | « PA00111824 »                                  | Inscrit                                         | 1989                                            | Manoir Balleroy                                                                  |
| Pierres branlantes                                                               | Biéville-Beuville                                      |                                                 | 49° 14′ 37″ nord, 0° 18′ 46″ ouest              | « PA00111094 »                                  | Classé                                          | 1958                                            | Pierres branlantes                                                               |
| Église Saint-Pierre de Mirbel                                                    | Biéville-Quétiéville                                   |                                                 | 49° 05′ 21″ nord, 0° 02′ 31″ ouest              | « PA00111095 »                                  | Inscrit                                         | 1948                                            | Église Saint-Pierre de Mirbel                                                    |
| Ferme des Roches                                                                 | Biéville-Quétiéville                                   |                                                 | 49° 06′ 36″ nord, 0° 00′ 13″ ouest              | « PA00111096 »                                  | Inscrit                                         | 1931                                            | Image manquante Téléverser                                                       |
| Porte du château de Colbert                                                      | Blainville-sur-Orne                                    |                                                 | 49° 13′ 43″ nord, 0° 18′ 00″ ouest              | « PA00111097 »                                  | Inscrit                                         | 1932                                            | Porte du château de Colbert                                                      |
| Auberge du Coq-Hardi                                                             | Blangy-le-Château                                      |                                                 | 49° 14′ 37″ nord, 0° 16′ 22″ est                | « PA00111098 »                                  | Inscrit                                         | 1928                                            | Auberge du Coq-Hardi                                                             |
| Église Notre-Dame                                                                | Blangy-le-Château                                      |                                                 | 49° 14′ 44″ nord, 0° 16′ 39″ est                | « PA00111099 »                                  | Inscrit                                         | 1930                                            | Église Notre-Dame                                                                |
| Manoir de Blangy-le-Château                                                      | Blangy-le-Château                                      |                                                 | 49° 14′ 42″ nord, 0° 16′ 29″ est                | « PA00111100 »                                  | Inscrit                                         | 1970                                            | Manoir de Blangy-le-Château                                                      |
| Manoir de Cléronde                                                               | Blay                                                   |                                                 | 49° 17′ 43″ nord, 0° 50′ 13″ ouest              | « PA00111101 »                                  | Inscrit                                         | 1929                                            | Image manquante Téléverser                                                       |
| Manoir du Champ-Versan                                                           | Bonnebosq                                              | Champ-Versan                                    | 49° 13′ 37″ nord, 0° 06′ 00″ est                | « PA14000031 »                                  | Inscrit                                         | 2003                                            | Manoir du Champ-Versan                                                           |
| Manoir de Criquebœuf                                                             | Bonnebosq                                              |                                                 | 49° 13′ 18″ nord, 0° 05′ 08″ est                | « PA14000039 »                                  | Inscrit                                         | 2004                                            | Image manquante Téléverser                                                       |
| Église de l'Assomption-de-Notre-Dame                                             | Bonneville-la-Louvet                                   |                                                 | 49° 16′ 30″ nord, 0° 20′ 21″ est                | « PA00111102 »                                  | Inscrit                                         | 1965                                            | Église de l'Assomption-de-Notre-Dame                                             |
| Manoir de la Morsanglière                                                        | Bonneville-la-Louvet                                   | R.N. 834                                        | 49° 16′ 33″ nord, 0° 18′ 59″ est                | « PA00111103 »                                  | Inscrit                                         | 1975                                            | Image manquante Téléverser                                                       |
| Château de Bonneville-sur-Touques                                                | Bonneville-sur-Touques                                 |                                                 | 49° 20′ 15″ nord, 0° 07′ 02″ est                | « PA00111104 »                                  | Classé                                          | 1964                                            | Château de Bonneville-sur-Touques                                                |
| Église Saint-Pierre                                                              | Bons-Tassilly                                          | Détruit. Chapelle de Bons                       | 48° 57′ 32″ nord, 0° 14′ 16″ ouest              | « PA00111105 »                                  | Inscrit                                         | 1928                                            | Église Saint-Pierre                                                              |
| Église Saint-Quentin                                                             | Bons-Tassilly                                          |                                                 | 48° 57′ 26″ nord, 0° 13′ 19″ ouest              | « PA00111106 »                                  | Inscrit                                         | 1928                                            | Église Saint-Quentin                                                             |
| Polissoir                                                                        | Bons-Tassilly                                          | Poussendre                                      | 48° 58′ 10″ nord, 0° 13′ 25″ ouest              | « PA00111108 »                                  | Inscrit                                         | 1976                                            | Polissoir                                                                        |
| Polissoir                                                                        | Bons-Tassilly                                          | Poussendre                                      | 48° 58′ 10″ nord, 0° 13′ 25″ ouest              | « PA00111107 »                                  | Inscrit                                         | 1976                                            | Polissoir                                                                        |
| Château de Bougy                                                                 | Bougy                                                  | Château de Bougy                                | 49° 06′ 56″ nord, 0° 31′ 27″ ouest              | « PA14000017 »                                  | Inscrit                                         | 2000                                            | Château de Bougy                                                                 |
| Église Saint-Pierre                                                              | Bougy                                                  |                                                 | 49° 06′ 45″ nord, 0° 31′ 30″ ouest              | « PA00111109 »                                  | Classé                                          | 1911                                            | Église Saint-Pierre                                                              |
| Église Saint-Pierre                                                              | Boulon                                                 |                                                 | 49° 02′ 50″ nord, 0° 23′ 36″ ouest              | « PA00111110 »                                  | Classé                                          | 1913                                            | Église Saint-Pierre                                                              |
| Église Saint-Martin                                                              | Bourgeauville                                          |                                                 | 49° 16′ 23″ nord, 0° 03′ 18″ est                | « PA00111111 »                                  | Inscrit                                         | 1984                                            | Église Saint-Martin                                                              |
| Église Saint-Germain                                                             | Branville                                              |                                                 | 49° 16′ 23″ nord, 0° 01′ 25″ est                | « PA00111112 »                                  | Inscrit                                         | 1926                                            | Église Saint-Germain                                                             |
| Église Saint-Lô                                                                  | Bretteville-le-Rabet                                   |                                                 | 49° 01′ 30″ nord, 0° 15′ 34″ ouest              | « PA00111115 »                                  | Inscrit                                         | 1928                                            | Église Saint-Lô                                                                  |
| Château de la Motte                                                              | Bretteville-l'Orgueilleuse                             |                                                 | 49° 12′ 38″ nord, 0° 30′ 55″ ouest              | « PA00111113 »                                  | Inscrit                                         | 1973                                            | Château de la Motte                                                              |
| Église Saint-Germain                                                             | Bretteville-l'Orgueilleuse                             |                                                 | 49° 12′ 35″ nord, 0° 30′ 38″ ouest              | « PA00111114 »                                  | Inscrit                                         | 1927                                            | Église Saint-Germain                                                             |
| Abbaye Notre-Dame                                                                | Bretteville-sur-Laize                                  |                                                 | 49° 01′ 32″ nord, 0° 20′ 42″ ouest              | « PA14000054 »                                  | Inscrit                                         | 2005                                            | Abbaye Notre-Dame                                                                |
| Église Notre-Dame                                                                | Bretteville-sur-Laize                                  | Quilly                                          | 49° 03′ 04″ nord, 0° 19′ 01″ ouest              | « PA00111116 »                                  | Classé                                          | 1921                                            | Église Notre-Dame                                                                |
| Manoir de Quilly                                                                 | Bretteville-sur-Laize                                  | Quilly                                          | 49° 02′ 59″ nord, 0° 18′ 56″ ouest              | « PA00111117 »                                  | Classé                                          | 1922 1927 1946                                  | Manoir de Quilly                                                                 |
| Domaine de la Baronnie                                                           | Bretteville-sur-Odon                                   |                                                 | 49° 09′ 50″ nord, 0° 25′ 00″ ouest              | « PA00111825 »                                  | Inscrit Classé                                  | 1990 1993                                       | Domaine de la Baronnie                                                           |
| Église Notre-Dame                                                                | Bretteville-sur-Odon                                   |                                                 | 49° 10′ 04″ nord, 0° 24′ 32″ ouest              | « PA00111118 »                                  | Inscrit                                         | 1927                                            | Église Notre-Dame                                                                |
| Ferme de Than                                                                    | Bretteville-sur-Odon                                   | 61 route de Bretagne                            | 49° 10′ 02″ nord, 0° 24′ 34″ ouest              | « PA14000047 »                                  | Inscrit                                         | 2004                                            | Ferme de Than                                                                    |
| Château du Breuil                                                                | Le Breuil-en-Auge                                      |                                                 | 49° 13′ 52″ nord, 0° 12′ 51″ est                | « PA00111119 »                                  | Inscrit                                         | 1933                                            | Château du Breuil                                                                |
| Église Saint-Pierre                                                              | Bréville-les-Monts                                     |                                                 | 49° 14′ 27″ nord, 0° 13′ 35″ ouest              | « PA00111120 »                                  | Inscrit                                         | 1927                                            | Église Saint-Pierre                                                              |
| Église Saint-Pierre                                                              | Bricqueville                                           |                                                 | 49° 17′ 25″ nord, 0° 57′ 47″ ouest              | « PA00111121 »                                  | Classé                                          | 1862                                            | Église Saint-Pierre                                                              |
| Église Notre-Dame                                                                | Burcy                                                  |                                                 | 48° 52′ 02″ nord, 0° 48′ 11″ ouest              | « PA00111122 »                                  | Classé                                          | 1921                                            | Église Notre-Dame                                                                |
| Casino                                                                           | Cabourg                                                |                                                 | 49° 17′ 37″ nord, 0° 06′ 59″ ouest              | « PA00125293 »                                  | Inscrit                                         | 1993                                            | Casino                                                                           |
| Grand Hôtel                                                                      | Cabourg                                                | Promenade Marcel Proust                         | 49° 17′ 38″ nord, 0° 06′ 57″ ouest              | « PA14000107 »                                  | Inscrit                                         | 2014                                            | Grand Hôtel                                                                      |
|                                                                                  | Caen                                                   | Voir Liste des monuments historiques de Caen    | Voir Liste des monuments historiques de Caen    | Voir Liste des monuments historiques de Caen    | Voir Liste des monuments historiques de Caen    | Voir Liste des monuments historiques de Caen    | Voir Liste des monuments historiques de Caen                                     |
| Église Saint-Germain                                                             | Cagny                                                  |                                                 | 49° 08′ 51″ nord, 0° 15′ 22″ ouest              | « PA00111195 »                                  | Classé                                          | 1913                                            | Église Saint-Germain                                                             |
| Prieuré Notre-Dame-des-Moutiers                                                  | Cagny                                                  |                                                 | 49° 09′ 44″ nord, 0° 14′ 56″ ouest              | « PA00111196 »                                  | Inscrit                                         | 1974                                            | Prieuré Notre-Dame-des-Moutiers                                                  |
| Château d'Aubigny                                                                | Cahagnes                                               |                                                 | 49° 03′ 52″ nord, 0° 47′ 38″ ouest              | « PA00111197 »                                  | Inscrit                                         | 1974                                            | Image manquante Téléverser                                                       |
| Église de la Nativité-de-Notre-Dame                                              | Cahagnes                                               |                                                 | 49° 03′ 58″ nord, 0° 46′ 02″ ouest              | « PA14000088 »                                  | Inscrit                                         | 2010                                            | Église de la Nativité-de-Notre-Dame                                              |
| Château de Cairon                                                                | Cairon                                                 |                                                 | 49° 14′ 20″ nord, 0° 27′ 07″ ouest              | « PA00111198 »                                  | Inscrit                                         | 1933                                            | Château de Cairon                                                                |
| Église Saint-Hilaire                                                             | Cairon                                                 |                                                 | 49° 14′ 33″ nord, 0° 27′ 17″ ouest              | « PA00111199 »                                  | Inscrit                                         | 1927                                            | Église Saint-Hilaire                                                             |
| Pierre Tourneresse                                                               | Cairon                                                 |                                                 | 49° 14′ 07″ nord, 0° 26′ 29″ ouest              | « PA00111200 »                                  | Inscrit                                         | 1954                                            | Pierre Tourneresse                                                               |
| Château de Jucoville                                                             | La Cambe                                               |                                                 | 49° 21′ 13″ nord, 1° 01′ 11″ ouest              | « PA00111201 »                                  | Inscrit                                         | 1927                                            | Image manquante Téléverser                                                       |
| Manoir de Montmirel                                                              | La Cambe                                               |                                                 | 49° 21′ 31″ nord, 0° 59′ 29″ ouest              | « PA00111202 »                                  | Inscrit                                         | 1929                                            | Image manquante Téléverser                                                       |
| Église Saint-Martin                                                              | Cambes-en-Plaine                                       |                                                 | 49° 13′ 58″ nord, 0° 23′ 09″ ouest              | « PA00111203 »                                  | Inscrit                                         | 1927                                            | Église Saint-Martin                                                              |
| Église Saint-Denis                                                               | Cambremer                                              |                                                 | 49° 09′ 03″ nord, 0° 02′ 52″ est                | « PA00111204 »                                  | Classé                                          | 1921                                            | Église Saint-Denis                                                               |
| Église Saint-Germain-et-Saint-Sébastien de Grandouet                             | Cambremer                                              |                                                 | 49° 09′ 32″ nord, 0° 04′ 01″ est                | « PA00111205 »                                  | Inscrit                                         | 1977                                            | Église Saint-Germain-et-Saint-Sébastien de Grandouet                             |
| Manoir du Bais                                                                   | Cambremer                                              |                                                 | 49° 10′ 01″ nord, 0° 02′ 38″ est                | « PA00111206 »                                  | Inscrit Classé                                  | 2000 2001                                       | Image manquante Téléverser                                                       |
| Manoir du Montargis                                                              | Cambremer                                              |                                                 | 49° 09′ 00″ nord, 0° 00′ 32″ est                | « PA00111207 »                                  | Inscrit                                         | 1977                                            | Image manquante Téléverser                                                       |
| Colombier du château des Fresnes                                                 | Campigny                                               |                                                 | 49° 15′ 00″ nord, 0° 48′ 01″ ouest              | « PA00111208 »                                  | Inscrit                                         | 1927                                            | Image manquante Téléverser                                                       |
| Église Notre-Dame                                                                | Campigny                                               |                                                 | 49° 14′ 32″ nord, 0° 48′ 33″ ouest              | « PA00111209 »                                  | Classé Inscrit                                  | 1862 1945                                       | Église Notre-Dame                                                                |
| Manoir de Campigny                                                               | Campigny                                               |                                                 | 49° 14′ 35″ nord, 0° 48′ 35″ ouest              | « PA00111210 »                                  | Classé Inscrit                                  | 1932 1933                                       | Manoir de Campigny                                                               |
| Manoir des Évêques de Lisieux                                                    | Canapville                                             | R.N. 834                                        | 49° 18′ 56″ nord, 0° 08′ 14″ est                | « PA00111211 »                                  | Classé Inscrit                                  | 2004                                            | Manoir des Évêques de Lisieux                                                    |
| Manoir de Prétot                                                                 | Canapville                                             | Manoir de Prétot                                | 49° 19′ 03″ nord, 0° 07′ 59″ est                | « PA00111212 »                                  | Inscrit                                         | 1995                                            | Manoir de Prétot                                                                 |
| Château de Canchy                                                                | Canchy                                                 |                                                 | 49° 19′ 49″ nord, 0° 59′ 03″ ouest              | « PA00111213 »                                  | Inscrit                                         | 1927                                            | Château de Canchy                                                                |
| Église Saint-Martin                                                              | Carpiquet                                              |                                                 | 49° 11′ 17″ nord, 0° 26′ 43″ ouest              | « PA00111215 »                                  | Inscrit                                         | 1927                                            | Église Saint-Martin                                                              |
| Porte d'entrée de la ferme abbatiale (ancienne dépendance de l'abbaye aux Dames) | Carpiquet                                              | Route de Caumont                                | 49° 11′ 03″ nord, 0° 26′ 51″ ouest              | « PA00111214 »                                  | Inscrit                                         | 1928                                            | Porte d'entrée de la ferme abbatiale (ancienne dépendance de l'abbaye aux Dames) |
| Château de Castillon                                                             | Castillon                                              |                                                 | 49° 12′ 28″ nord, 0° 47′ 48″ ouest              | « PA14000002 »                                  | Inscrit                                         | 1997                                            | Château de Castillon                                                             |
| Pont de Sully                                                                    | Castillon                                              |                                                 | 49° 12′ 09″ nord, 0° 49′ 11″ ouest              | « PA00111829 »                                  | Inscrit                                         | 1990                                            | Pont de Sully                                                                    |
| Château de Castilly                                                              | Castilly                                               |                                                 | 49° 16′ 30″ nord, 1° 01′ 32″ ouest              | « PA14000059 »                                  | Inscrit                                         | 2005                                            | Château de Castilly                                                              |
| Église Saint-Germain                                                             | Cauvicourt                                             |                                                 | 49° 02′ 40″ nord, 0° 16′ 06″ ouest              | « PA00111216 »                                  | Inscrit                                         | 1927                                            | Église Saint-Germain                                                             |
| Château de Cesny-aux-Vignes                                                      | Cesny-aux-Vignes                                       | C.G.C. 47                                       | 49° 05′ 19″ nord, 0° 06′ 50″ ouest              | « PA00111217 »                                  | Classé Inscrit                                  | 1977                                            | Château de Cesny-aux-Vignes                                                      |
| Chapelle de l'hospice Saint-Jacques                                              | Cesny-Bois-Halbout                                     |                                                 | 48° 59′ 14″ nord, 0° 22′ 45″ ouest              | « PA00111219 »                                  | Inscrit                                         | 1932                                            | Chapelle de l'hospice Saint-Jacques                                              |
| Manoir de Caudemone                                                              | La Chapelle-Haute-Grue                                 |                                                 | 48° 57′ 51″ nord, 0° 08′ 14″ est                | « PA00111220 »                                  | Inscrit                                         | 1928 1947                                       | Manoir de Caudemone                                                              |
| Colombier du château du Besneray                                                 | La Chapelle-Yvon                                       |                                                 | 49° 03′ 56″ nord, 0° 22′ 18″ est                | « PA00111221 »                                  | Inscrit                                         | 1927                                            | Image manquante Téléverser                                                       |
| Château de Fervaques                                                             | Cheffreville-Tonnencourt                               |                                                 | 49° 02′ 27″ nord, 0° 15′ 03″ est                | « PA00135496 »                                  | Classé                                          | 1995                                            | Château de Fervaques                                                             |
| Croix du cimetière de Cheffreville                                               | Cheffreville-Tonnencourt                               |                                                 | 49° 01′ 55″ nord, 0° 14′ 44″ est                | « PA00111222 »                                  | Inscrit                                         | 1971                                            | Croix du cimetière de Cheffreville                                               |
| Manoir de Tonnencourt                                                            | Cheffreville-Tonnencourt                               |                                                 | 49° 01′ 06″ nord, 0° 14′ 43″ est                | « PA00111223 »                                  | Inscrit                                         | 1975                                            | Image manquante Téléverser                                                       |
| Église Saint-Vigor                                                               | Cheux                                                  |                                                 | 49° 09′ 53″ nord, 0° 31′ 29″ ouest              | « PA00111224 »                                  | Classé                                          | 1910                                            | Église Saint-Vigor                                                               |
| Château de Béneauville                                                           | Chicheboville                                          |                                                 | 49° 06′ 28″ nord, 0° 12′ 19″ ouest              | « PA00111225 »                                  | Inscrit                                         | 1952                                            | Château de Béneauville                                                           |
| Église Notre-Dame de Béneauville                                                 | Chicheboville                                          |                                                 | 49° 06′ 13″ nord, 0° 11′ 59″ ouest              | « PA00111226 »                                  | Inscrit                                         | 1932                                            | Église Notre-Dame de Béneauville                                                 |
| Château de Belleval                                                              | Chouain                                                |                                                 | 49° 12′ 40″ nord, 0° 39′ 03″ ouest              | « PA00111227 »                                  | Inscrit                                         | 1928                                            | Image manquante Téléverser                                                       |
| Église Saint-Germain                                                             | Cintheaux                                              |                                                 | 49° 03′ 19″ nord, 0° 17′ 32″ ouest              | « PA00111228 »                                  | Classé                                          | 1895                                            | Église Saint-Germain                                                             |
| Église Notre-Dame                                                                | Clinchamps-sur-Orne                                    |                                                 | 49° 04′ 49″ nord, 0° 24′ 06″ ouest              | « PA00111229 »                                  | Inscrit                                         | 1932                                            | Église Notre-Dame                                                                |
| Église Saint-Vigor                                                               | Colleville-Montgomery                                  |                                                 | 49° 16′ 33″ nord, 0° 17′ 51″ ouest              | « PA00111230 »                                  | Inscrit                                         | 1927                                            | Église Saint-Vigor                                                               |
| Manoir de Colleville-Montgomery                                                  | Colleville-Montgomery                                  |                                                 | 49° 16′ 20″ nord, 0° 18′ 04″ ouest              | « PA00111231 »                                  | Inscrit                                         | 1971                                            | Manoir de Colleville-Montgomery                                                  |
| Église Notre-Dame-de-l'Assomption                                                | Colleville-sur-Mer                                     |                                                 | 49° 20′ 55″ nord, 0° 50′ 52″ ouest              | « PA00111232 »                                  | Classé                                          | 1840                                            | Église Notre-Dame-de-l'Assomption                                                |
| Église Saint-Martin                                                              | Colombelles                                            |                                                 | 49° 12′ 13″ nord, 0° 18′ 27″ ouest              | « PA00111233 »                                  | Inscrit                                         | 1927                                            | Église Saint-Martin                                                              |
| Église Saint-Serge-et-Saint-Vigor de Colombelles                                 | Colombelles                                            | Rue Raspail                                     | 49° 12′ 00″ nord, 0° 18′ 33″ ouest              | « PA00111838 »                                  | Inscrit                                         | 1992                                            | Église Saint-Serge-et-Saint-Vigor de Colombelles                                 |
| Château de Colombières                                                           | Colombières                                            | Le Château                                      | 49° 18′ 11″ nord, 0° 58′ 32″ ouest              | « PA00111234 »                                  | Inscrit Classé Inscrit                          | 1927 1968 2006                                  | Château de Colombières                                                           |
| Ferme du Clos-Montfort                                                           | Colombières                                            | Hameau Minet                                    | 49° 18′ 18″ nord, 0° 59′ 52″ ouest              | « PA14000100 »                                  | Inscrit                                         | 2011                                            | Ferme du Clos-Montfort                                                           |
| Église Saint-Vigor                                                               | Colombiers-sur-Seulles                                 |                                                 | 49° 17′ 36″ nord, 0° 30′ 43″ ouest              | « PA00111235 »                                  | Classé                                          | 1877                                            | Église Saint-Vigor                                                               |
| Menhir des Demoiselles                                                           | Colombiers-sur-Seulles                                 | La Pierre                                       | 49° 17′ 48″ nord, 0° 30′ 25″ ouest              | « PA00111236 »                                  | Classé                                          | 1889                                            | Menhir des Demoiselles                                                           |
| Manoir de Colomby-sur-Thaon                                                      | Colomby-sur-Thaon                                      |                                                 | 49° 15′ 56″ nord, 0° 24′ 54″ ouest              | « PA00111237 »                                  | Classé                                          | 1942                                            | Manoir de Colomby-sur-Thaon                                                      |
| Église Notre-Dame                                                                | Commes                                                 |                                                 | 49° 20′ 15″ nord, 0° 44′ 10″ ouest              | « PA00111238 »                                  | Inscrit                                         | 1926                                            | Église Notre-Dame                                                                |
| Butte du Hu                                                                      | Condé-sur-Ifs                                          | La Bruyère-du-Hamel                             | 49° 01′ 36″ nord, 0° 07′ 43″ ouest              | « PA00111241 »                                  | Classé                                          | 1974                                            | Butte du Hu                                                                      |
| Église Saint-Pierre-et-Saint-Martin                                              | Condé-sur-Ifs                                          |                                                 | 49° 02′ 35″ nord, 0° 07′ 35″ ouest              | « PA00111239 »                                  | Classé                                          | 1910                                            | Église Saint-Pierre-et-Saint-Martin                                              |
| Pierre Cornue                                                                    | Condé-sur-Ifs                                          |                                                 | 49° 02′ 34″ nord, 0° 07′ 43″ ouest              | « PA00111240 »                                  | Classé                                          | 1889                                            | Pierre Cornue                                                                    |
| Maison (détruite en 1944)                                                        | Condé-sur-Noireau                                      | Grande-Rue                                      | à géolocaliser                                  | « PA00111242 »                                  | Inscrit                                         | 1929                                            | Maison (détruite en 1944)                                                        |
| Maison Galland-Duclos                                                            | Condé-sur-Noireau                                      | 23 rue Dumont-d'Urville                         | 48° 51′ 08″ nord, 0° 33′ 05″ ouest              | « PA14000001 »                                  | Classé                                          | 1996                                            | Maison Galland-Duclos                                                            |
| Manoir du Pontif                                                                 | Coquainvilliers                                        | Le Pontif                                       | 49° 11′ 38″ nord, 0° 11′ 30″ est                | « PA14000052 »                                  | Inscrit                                         | 2005                                            | Image manquante Téléverser                                                       |
| Église Saint-Pierre                                                              | Cordebugle                                             |                                                 | 49° 06′ 38″ nord, 0° 22′ 43″ est                | « PA00111243 »                                  | Inscrit                                         | 1931                                            | Église Saint-Pierre                                                              |
| Église Saint-André                                                               | Cormolain                                              |                                                 | 49° 07′ 47″ nord, 0° 51′ 19″ ouest              | « PA00111244 »                                  | Inscrit                                         | 1927                                            | Église Saint-André                                                               |
| Église Saint-Gilles                                                              | Coulonces                                              |                                                 | 48° 52′ 28″ nord, 0° 54′ 52″ ouest              | « PA00111245 »                                  | Inscrit                                         | 1927                                            | Église Saint-Gilles                                                              |
| Manoir de Coupesarte                                                             | Coupesarte                                             | C.G.C. 47                                       | 49° 03′ 30″ nord, 0° 06′ 22″ est                | « PA00111246 »                                  | Classé                                          | 1947                                            | Manoir de Coupesarte                                                             |
| Château de Courcy                                                                | Courcy                                                 |                                                 | 48° 58′ 16″ nord, 0° 02′ 27″ ouest              | « PA00111247 »                                  | Inscrit                                         | 1975                                            | Château de Courcy                                                                |
| Église Saint-Gervais-Saint-Protais de Courcy                                     | Courcy                                                 |                                                 | 48° 58′ 19″ nord, 0° 02′ 37″ ouest              | « PA00111248 »                                  | Inscrit                                         | 1927                                            | Église Saint-Gervais-Saint-Protais de Courcy                                     |
| Château de Courseulles                                                           | Courseulles-sur-Mer                                    |                                                 | 49° 19′ 48″ nord, 0° 27′ 35″ ouest              | « PA00111249 »                                  | Classé                                          | 1910                                            | Château de Courseulles                                                           |
| Église Notre-Dame                                                                | Courson                                                |                                                 | 48° 51′ 15″ nord, 1° 04′ 51″ ouest              | « PA00111250 »                                  | Inscrit Classé                                  | 1928 1973                                       | Église Notre-Dame                                                                |
| Chambre de Charité                                                               | Courtonne-la-Meurdrac                                  |                                                 | 49° 07′ 31″ nord, 0° 19′ 09″ est                | « PA00111251 »                                  | Inscrit                                         | 1971                                            | Chambre de Charité                                                               |
| Château du Houlley                                                               | Courtonne-la-Meurdrac                                  | R.N. 13                                         | 49° 08′ 08″ nord, 0° 19′ 01″ est                | « PA00111252 »                                  | Inscrit                                         | 1965                                            | Image manquante Téléverser                                                       |
| Église Saint-Ouen                                                                | Courtonne-la-Meurdrac                                  |                                                 | 49° 07′ 31″ nord, 0° 19′ 10″ est                | « PA00111253 »                                  | Inscrit                                         | 1926                                            | Église Saint-Ouen                                                                |
| Manoir d'Enfernelle                                                              | Courtonne-la-Meurdrac                                  |                                                 | 49° 06′ 27″ nord, 0° 19′ 04″ est                | « PA00111254 »                                  | Inscrit                                         | 1980                                            | Image manquante Téléverser                                                       |
| Clos Mondeville                                                                  | Crépon                                                 |                                                 | 49° 18′ 39″ nord, 0° 33′ 01″ ouest              | « PA00111257 »                                  | Inscrit                                         | 1927                                            | Clos Mondeville                                                                  |
| Église Saint-Médard-et-Saint-Gildard                                             | Crépon                                                 |                                                 | 49° 18′ 59″ nord, 0° 33′ 00″ ouest              | « PA00111255 »                                  | Inscrit                                         | 1927                                            | Église Saint-Médard-et-Saint-Gildard                                             |
| Ferme de la Rançonnière                                                          | Crépon                                                 | R.D. 65                                         | 49° 18′ 43″ nord, 0° 32′ 50″ ouest              | « PA00111256 »                                  | Inscrit                                         | 1927 1970                                       | Ferme de la Rançonnière                                                          |
| Grande Ferme                                                                     | Crépon                                                 |                                                 | 49° 18′ 45″ nord, 0° 32′ 57″ ouest              | « PA00111258 »                                  | Inscrit                                         | 1927                                            | Grande Ferme                                                                     |
| Église Saint-Jacques                                                             | Cresserons                                             |                                                 | 49° 17′ 15″ nord, 0° 21′ 19″ ouest              | « PA00111259 »                                  | Inscrit                                         | 1925                                            | Église Saint-Jacques                                                             |
| Château de Creullet                                                              | Creully                                                |                                                 | 49° 17′ 18″ nord, 0° 32′ 44″ ouest              | « PA00111261 »                                  | Classé                                          | 1984                                            | Château de Creullet                                                              |
| Château de Creully                                                               | Creully                                                |                                                 | 49° 17′ 10″ nord, 0° 32′ 22″ ouest              | « PA00111260 »                                  | Classé                                          | 2004                                            | Château de Creully                                                               |
| Château de Manneville                                                            | Creully également sur Lantheuil et Saint-Gabriel-Brécy |                                                 | 49° 16′ 01″ nord, 0° 31′ 42″ ouest              | « PA14000081 »                                  | Classé                                          | 2008                                            | Château de Manneville                                                            |
| Église Saint-Martin                                                              | Creully                                                |                                                 | 49° 17′ 06″ nord, 0° 32′ 23″ ouest              | « PA00111262 »                                  | Classé                                          | 1879                                            | Église Saint-Martin                                                              |
| Château de Crèvecœur-en-Auge                                                     | Crèvecœur-en-Auge                                      |                                                 | 49° 07′ 21″ nord, 0° 00′ 42″ est                | « PA00111263 »                                  | Inscrit                                         | 1928 1954                                       | Château de Crèvecœur-en-Auge                                                     |
| Poterne du château de Crèvecœur-en-Auge                                          | Crèvecœur-en-Auge                                      |                                                 | 49° 07′ 24″ nord, 0° 00′ 45″ est                | « PA00111834 »                                  | Classé                                          | 1930                                            | Poterne du château de Crèvecœur-en-Auge                                          |
| Église Saint-Martin dite chapelle aux Lierres                                    | Cricquebœuf                                            | Route de Honfleur à Trouville                   | 49° 24′ 07″ nord, 0° 08′ 44″ est                | « PA00111264 »                                  | Inscrit                                         | 1927                                            | Église Saint-Martin dite chapelle aux Lierres                                    |
| Château de Cricqueville-en-Auge                                                  | Cricqueville-en-Auge                                   | Le Château de Cricqueville, R.D. 49A            | 49° 14′ 29″ nord, 0° 03′ 50″ ouest              | « PA00111265 »                                  | Inscrit Classé Inscrit Classé                   | 1927 1965 1996 1997                             | Château de Cricqueville-en-Auge                                                  |
| Manoir des Quatre Nations                                                        | Cricqueville-en-Auge                                   |                                                 | 49° 13′ 53″ nord, 0° 03′ 36″ ouest              | « PA00111266 »                                  | Inscrit                                         | 1970                                            | Image manquante Téléverser                                                       |
| Église Notre-Dame                                                                | Cricqueville-en-Bessin                                 |                                                 | 49° 22′ 38″ nord, 1° 00′ 03″ ouest              | « PA00111267 »                                  | Classé                                          | 1911                                            | Église Notre-Dame                                                                |
| Église Saint-André                                                               | Cristot                                                |                                                 | 49° 11′ 41″ nord, 0° 34′ 43″ ouest              | « PA00111268 »                                  | Inscrit                                         | 1927                                            | Église Saint-André                                                               |
| Église                                                                           | Crocy                                                  |                                                 | 48° 52′ 50″ nord, 0° 03′ 58″ ouest              | « PA00111269 »                                  | Inscrit                                         | 1927                                            | Église                                                                           |
| Église Saint-Martin                                                              | Croisilles                                             |                                                 | 48° 59′ 52″ nord, 0° 27′ 23″ ouest              | « PA00111270 »                                  | Inscrit                                         | 1933                                            | Église Saint-Martin                                                              |
| Église Saint-Martin                                                              | Crouay                                                 |                                                 | 49° 16′ 02″ nord, 0° 48′ 25″ ouest              | « PA00111271 »                                  | Inscrit                                         | 1927                                            | Église Saint-Martin                                                              |
| Église Saint-Martin                                                              | La Croupte                                             |                                                 | 49° 01′ 21″ nord, 0° 17′ 09″ est                | « PA00111272 »                                  | Inscrit                                         | 1986                                            | Église Saint-Martin                                                              |
| Belle Roche                                                                      | Culey-le-Patry                                         |                                                 | 48° 56′ 59″ nord, 0° 33′ 05″ ouest              | « PA00111273 »                                  | Classé                                          | 1954                                            | Belle Roche                                                                      |
| Manoir de Cully                                                                  | Cully                                                  | Rue de Richemont                                | 49° 14′ 55″ nord, 0° 31′ 58″ ouest              | « PA00111274 »                                  | Inscrit                                         | 1927                                            | Manoir de Cully                                                                  |
| Église Saint-Barthélemy                                                          | Cussy                                                  |                                                 | 49° 17′ 04″ nord, 0° 45′ 50″ ouest              | « PA00111275 »                                  | Inscrit                                         | 1927                                            | Église Saint-Barthélemy                                                          |
| Église Notre-Dame-des-Sept-Douleurs                                              | Cuverville                                             |                                                 | 49° 11′ 23″ nord, 0° 15′ 53″ ouest              | « PA00111276 »                                  | Inscrit                                         | 1933                                            | Église Notre-Dame-des-Sept-Douleurs                                              |
| Chapelle funéraire des Longaunay                                                 | Dampierre                                              |                                                 | 49° 02′ 36″ nord, 0° 52′ 02″ ouest              | « PA14000089 »                                  | Inscrit                                         | 2010                                            | Chapelle funéraire des Longaunay                                                 |
| Château de Dampierre                                                             | Dampierre                                              |                                                 | 49° 02′ 21″ nord, 0° 51′ 49″ ouest              | « PA00111277 »                                  | Inscrit Classé                                  | 1928 2000                                       | Image manquante Téléverser                                                       |
| Église Saint-Laurent                                                             | Deauville                                              | Chemin du Côteau                                | 49° 20′ 54″ nord, 0° 04′ 26″ est                | « PA00111278 »                                  | Classé                                          | 1977                                            | Église Saint-Laurent                                                             |
| Établissement de bains de mer dont les « Bains Pompéiens » et les Planches       | Deauville                                              | Boulevard de la Mer                             | 49° 21′ 39″ nord, 0° 04′ 01″ est                | « PA14000112 »                                  | Inscrit                                         | 2019                                            | Établissement de bains de mer dont les « Bains Pompéiens » et les Planches       |
| Gare de Trouville - Deauville                                                    | Deauville                                              | Avenue de la République                         | 49° 21′ 35″ nord, 0° 05′ 04″ est                | « PA14000090 »                                  | Inscrit                                         | 2010                                            | Gare de Trouville - Deauville                                                    |
| Villa Strassburger                                                               | Deauville                                              | Route de Saint-Arnoult                          | 49° 21′ 04″ nord, 0° 04′ 28″ est                | « PA00111279 »                                  | Inscrit                                         | 1975                                            | Villa Strassburger                                                               |
| Église Notre-Dame                                                                | Démouville                                             |                                                 | 49° 10′ 39″ nord, 0° 16′ 00″ ouest              | « PA00111280 »                                  | Inscrit                                         | 1932                                            | Église Notre-Dame                                                                |
| Abbaye des Deux-Jumeaux                                                          | Deux-Jumeaux                                           |                                                 | 49° 20′ 54″ nord, 0° 57′ 44″ ouest              | « PA00111282 »                                  | Inscrit                                         | 1927                                            | Abbaye des Deux-Jumeaux                                                          |
| Église Saint-Martin-de-Vertou                                                    | Deux-Jumeaux                                           |                                                 | 49° 20′ 55″ nord, 0° 57′ 42″ ouest              | « PA00111281 »                                  | Classé                                          | 1914                                            | Église Saint-Martin-de-Vertou                                                    |
| Église Notre-Dame                                                                | Dives-sur-Mer                                          |                                                 | 49° 17′ 07″ nord, 0° 05′ 49″ ouest              | « PA00111283 »                                  | Classé                                          | 1888                                            | Église Notre-Dame                                                                |
| Halles                                                                           | Dives-sur-Mer                                          |                                                 | 49° 17′ 11″ nord, 0° 05′ 48″ ouest              | « PA00111284 »                                  | Classé                                          | 1918                                            | Halles                                                                           |
| Maison Bleue                                                                     | Dives-sur-Mer                                          | 13 rue des Frères-Bisson                        | 49° 17′ 31″ nord, 0° 05′ 55″ ouest              | « PA00111835 »                                  | Inscrit                                         | 1991                                            | Maison Bleue                                                                     |
| Villa Les Bossettes                                                              | Dives-sur-Mer                                          | 26 rue du Port                                  | 49° 17′ 30″ nord, 0° 05′ 32″ ouest              | « PA00135497 »                                  | Inscrit                                         | 1995                                            | Villa Les Bossettes                                                              |
| Manoir de Boishibou                                                              | Dives-sur-Mer                                          |                                                 | 49° 17′ 12″ nord, 0° 05′ 49″ ouest              | « PA00111285 »                                  | Inscrit                                         | 1927                                            | Manoir de Boishibou                                                              |
| Manoir Saint-Cloud                                                               | Dives-sur-Mer                                          |                                                 | 49° 16′ 52″ nord, 0° 05′ 30″ ouest              | « PA00132685 »                                  | Inscrit                                         | 1994                                            | Manoir Saint-Cloud                                                               |
| Usine Tréfimétaux                                                                | Dives-sur-Mer                                          | Rue de l'Avenir                                 | 49° 17′ 31″ nord, 0° 06′ 02″ ouest              | « PA14000076 »                                  | Inscrit                                         | 2007                                            | Usine Tréfimétaux                                                                |
| Croix de cimetière                                                               | Douville-en-Auge                                       |                                                 | 49° 15′ 40″ nord, 0° 01′ 24″ ouest              | « PA00111286 »                                  | Classé                                          | 1927                                            | Croix de cimetière                                                               |
| Église Saint-Blaise                                                              | Douville-en-Auge                                       |                                                 | 49° 15′ 39″ nord, 0° 01′ 24″ ouest              | « PA14000021 »                                  | Inscrit                                         | 2000                                            | Église Saint-Blaise                                                              |
| Basilique Notre-Dame-de-la-Délivrande                                            | Douvres-la-Délivrande                                  | Place de la Basilique                           | 49° 17′ 55″ nord, 0° 22′ 20″ ouest              | « PA00111287 »                                  | Inscrit                                         | 1975                                            | Basilique Notre-Dame-de-la-Délivrande                                            |
| Couvent Notre-Dame-de-Fidélité                                                   | Douvres-la-Délivrande                                  | 38, 40 rue du Bout-Varin                        | 49° 17′ 46″ nord, 0° 22′ 10″ ouest              | « PA00111288 »                                  | Inscrit                                         | 2007                                            | Couvent Notre-Dame-de-Fidélité                                                   |
| Domaine de la Baronnie                                                           | Douvres-la-Délivrande                                  | La Mare Flaubert                                | 49° 17′ 25″ nord, 0° 23′ 14″ ouest              | « PA00125294 »                                  | Classé                                          | 1995                                            | Domaine de la Baronnie                                                           |
| Église Saint-Rémi                                                                | Douvres-la-Délivrande                                  |                                                 | 49° 17′ 27″ nord, 0° 22′ 59″ ouest              | « PA00111289 »                                  | Classé Inscrit                                  | 1862 1927                                       | Église Saint-Rémi                                                                |
| Pharmacie Lesage                                                                 | Douvres-la-Délivrande                                  | 78 rue du Général-de-Gaulle                     | 49° 17′ 54″ nord, 0° 22′ 23″ ouest              | « PA00111290 »                                  | Inscrit                                         | 1975                                            | Pharmacie Lesage                                                                 |
| Prieuré de Tailleville                                                           | Douvres-la-Délivrande                                  |                                                 | 49° 18′ 24″ nord, 0° 24′ 30″ ouest              | « PA00111291 »                                  | Inscrit                                         | 1933                                            | Prieuré de Tailleville                                                           |
| Station radar de Douvres-la-Délivrande                                           | Douvres-la-Délivrande                                  |                                                 | 49° 17′ 11″ nord, 0° 24′ 13″ ouest              | « PA14000108 »                                  | Inscrit                                         | 2014                                            | Station radar de Douvres-la-Délivrande                                           |
| Église Saint-Germain                                                             | Drubec                                                 |                                                 | 49° 15′ 20″ nord, 0° 06′ 49″ est                | « PA00111292 »                                  | Inscrit                                         | 1926                                            | Église Saint-Germain                                                             |
| Église Sainte-Marguerite                                                         | Ducy-Sainte-Marguerite                                 |                                                 | 49° 13′ 27″ nord, 0° 36′ 42″ ouest              | « PA00111293 »                                  | Classé Inscrit                                  | 1909 1927                                       | Église Sainte-Marguerite                                                         |
| Église Saint-Pierre                                                              | Ellon                                                  |                                                 | 49° 13′ 13″ nord, 0° 40′ 37″ ouest              | « PA00111294 »                                  | Classé                                          | 1913                                            | Église Saint-Pierre                                                              |
| Église Notre-Dame (détruite en 1944)                                             | Émiéville                                              |                                                 | à géolocaliser                                  | « PA00111295 »                                  | Inscrit                                         | 1927                                            | Église Notre-Dame (détruite en 1944)                                             |
| Ferme du château                                                                 | Émiéville                                              |                                                 | 49° 09′ 30″ nord, 0° 13′ 24″ ouest              | « PA00111296 »                                  | Inscrit                                         | 1972                                            | Ferme du château                                                                 |
| Manoir d'Émiéville                                                               | Émiéville                                              |                                                 | 49° 09′ 44″ nord, 0° 13′ 10″ ouest              | « PA00111297 »                                  | Inscrit                                         | 1973                                            | Manoir d'Émiéville                                                               |
| Château de Beaumont-le-Richard                                                   | Englesqueville-la-Percée                               | Château de Beaumont                             | 49° 22′ 14″ nord, 0° 58′ 01″ ouest              | « PA00111298 »                                  | Classé Inscrit                                  | 1919 1997                                       | Château de Beaumont-le-Richard                                                   |
| Chapelle Notre-Dame-de-Grâce                                                     | Équemauville                                           |                                                 | 49° 25′ 22″ nord, 0° 13′ 18″ est                | « PA00111299 »                                  | Classé                                          | 1938                                            | Chapelle Notre-Dame-de-Grâce                                                     |
| Pavillon de la Reine                                                             | Équemauville                                           | La Croix-Rouge                                  | 49° 24′ 36″ nord, 0° 12′ 58″ est                | « PA00111300 »                                  | Classé                                          | 1945                                            | Image manquante Téléverser                                                       |
| Église Saint-Paterne                                                             | Ernes                                                  |                                                 | 49° 01′ 10″ nord, 0° 07′ 41″ ouest              | « PA00111301 »                                  | Classé                                          | 1913                                            | Église Saint-Paterne                                                             |
| Grange aux dîmes de Foupendant                                                   | Espins                                                 |                                                 | 49° 00′ 42″ nord, 0° 25′ 17″ ouest              | « PA00135498 »                                  | Inscrit                                         | 1995                                            | Grange aux dîmes de Foupendant                                                   |
| Église Notre-Dame                                                                | Esquay-Notre-Dame                                      |                                                 | 49° 06′ 48″ nord, 0° 28′ 21″ ouest              | « PA00111302 »                                  | Inscrit                                         | 1932                                            | Église Notre-Dame                                                                |
| Château d'Esquay-sur-Seulles                                                     | Esquay-sur-Seulles                                     |                                                 | 49° 16′ 23″ nord, 0° 37′ 02″ ouest              | « PA00111303 »                                  | Inscrit                                         | 1927                                            | Château d'Esquay-sur-Seulles                                                     |
| Église Notre-Dame de Quesnay                                                     | Estrées-la-Campagne                                    |                                                 | 49° 00′ 06″ nord, 0° 15′ 16″ ouest              | « PA00111304 »                                  | Inscrit                                         | 1964                                            | Église Notre-Dame de Quesnay                                                     |
| Église Saint-Romain                                                              | Étréham                                                |                                                 | 49° 19′ 16″ nord, 0° 47′ 44″ ouest              | « PA00111305 »                                  | Classé                                          | 1840                                            | Église Saint-Romain                                                              |
| Ferme de la Marguerie                                                            | Étréham                                                |                                                 | 49° 19′ 15″ nord, 0° 47′ 46″ ouest              | « PA00111306 »                                  | Inscrit                                         | 1933                                            | Ferme de la Marguerie                                                            |
| Église Notre-Dame                                                                | Évrecy                                                 |                                                 | 49° 06′ 02″ nord, 0° 29′ 57″ ouest              | « PA00111307 »                                  | Inscrit                                         | 1927                                            | Église Notre-Dame                                                                |
|                                                                                  | Falaise                                                | Voir Liste des monuments historiques de Falaise | Voir Liste des monuments historiques de Falaise | Voir Liste des monuments historiques de Falaise | Voir Liste des monuments historiques de Falaise | Voir Liste des monuments historiques de Falaise | Voir Liste des monuments historiques de Falaise                                  |
| Château de Combray                                                               | Fauguernon                                             | Chemin de Rocques                               | 49° 11′ 38″ nord, 0° 14′ 42″ est                | « PA00111330 »                                  | Inscrit                                         | 1972                                            | Château de Combray                                                               |
| Château de Fauguernon                                                            | Fauguernon                                             | Route de Rocques                                | 49° 11′ 29″ nord, 0° 16′ 06″ est                | « PA00111329 »                                  | Inscrit                                         | 1930                                            | Château de Fauguernon                                                            |
| Manoir du Pavillon                                                               | Fauguernon                                             |                                                 | 49° 11′ 31″ nord, 0° 15′ 24″ est                | « PA00111331 »                                  | Classé                                          | 1946                                            | Image manquante Téléverser                                                       |
| Château de Fervaques                                                             | Fervaques                                              |                                                 | 49° 02′ 28″ nord, 0° 15′ 04″ est                | « PA00111332 »                                  | Classé                                          | 1995                                            | Château de Fervaques                                                             |
| Église Saint-Germain                                                             | Fervaques                                              | Place de l'Église                               | 49° 02′ 28″ nord, 0° 15′ 11″ est                | « PA14000024 »                                  | Inscrit                                         | 2001                                            | Église Saint-Germain                                                             |
| Manoir du Verger                                                                 | Fervaques                                              | Le Verger                                       | 49° 02′ 48″ nord, 0° 15′ 39″ est                | « PA00111333 »                                  | Inscrit                                         | 1980                                            | Image manquante Téléverser                                                       |
| Croix romane                                                                     | Feuguerolles-Bully                                     | Route de Feuguerolles à Saint-André             | 49° 07′ 05″ nord, 0° 23′ 35″ ouest              | « PA00111334 »                                  | Inscrit                                         | 1932                                            | Croix romane                                                                     |
| Église Saint-Martin                                                              | Feuguerolles-Bully                                     |                                                 | 49° 05′ 53″ nord, 0° 24′ 37″ ouest              | « PA00111335 »                                  | Inscrit                                         | 1933                                            | Église Saint-Martin                                                              |
| Manoir de la Sapée                                                               | Fierville-les-Parcs                                    | La Sapée                                        | 49° 14′ 24″ nord, 0° 14′ 45″ est                | « PA00125295 »                                  | Inscrit                                         | 1993                                            | Image manquante Téléverser                                                       |
| Manoir Saint-Christophe                                                          | Firfol                                                 |                                                 | 49° 08′ 58″ nord, 0° 19′ 19″ est                | « PA00111336 »                                  | Inscrit                                         | 1927                                            | Image manquante Téléverser                                                       |
| Prieuré de Firfol                                                                | Firfol                                                 |                                                 | 49° 08′ 59″ nord, 0° 19′ 23″ est                | « PA00111337 »                                  | Inscrit                                         | 1927                                            | Prieuré de Firfol                                                                |
| Église Notre-Dame                                                                | Fleury-sur-Orne                                        | Allemagne-la-Basse                              | 49° 08′ 23″ nord, 0° 23′ 12″ ouest              | « PA00111338 »                                  | Classé                                          | 1913                                            | Église Notre-Dame                                                                |
| Maison                                                                           | Fleury-sur-Orne                                        | 71 rue de Saint-André                           | 49° 08′ 27″ nord, 0° 23′ 24″ ouest              | « PA14000083 »                                  | Inscrit                                         | 2009                                            | Maison                                                                           |
| Château de Fontaine-Étoupefour                                                   | Fontaine-Étoupefour                                    |                                                 | 49° 08′ 15″ nord, 0° 26′ 34″ ouest              | « PA00111339 »                                  | Classé Inscrit                                  | 1911 1995                                       | Château de Fontaine-Étoupefour                                                   |
| Église Saint-Pierre                                                              | Fontaine-Étoupefour                                    |                                                 | 49° 08′ 47″ nord, 0° 27′ 13″ ouest              | « PA00111340 »                                  | Inscrit                                         | 1927                                            | Église Saint-Pierre                                                              |
| Château de Fontaine-Henry                                                        | Fontaine-Henry                                         |                                                 | 49° 16′ 30″ nord, 0° 27′ 05″ ouest              | « PA00111341 »                                  | Classé                                          | 2011                                            | Château de Fontaine-Henry                                                        |
| Église de la Nativité-de-Notre-Dame                                              | Fontaine-Henry                                         |                                                 | 49° 16′ 28″ nord, 0° 27′ 09″ ouest              | « PA00111342 »                                  | Classé                                          | 1862                                            | Église de la Nativité-de-Notre-Dame                                              |
| Église Saint-Aubin de Bray-en-Cinglay                                            | Fontaine-le-Pin                                        |                                                 | 48° 58′ 58″ nord, 0° 17′ 59″ ouest              | « PA00111343 »                                  | Inscrit                                         | 2014                                            | Église Saint-Aubin de Bray-en-Cinglay                                            |
| Église Saint-Pierre                                                              | Fontaine-le-Pin                                        | Place de l'Église                               | 48° 58′ 23″ nord, 0° 17′ 07″ ouest              | « PA14000050 »                                  | Inscrit                                         | 2005                                            | Église Saint-Pierre                                                              |
| Église Saint-Hermès                                                              | Fontenay-le-Marmion                                    |                                                 | 49° 05′ 39″ nord, 0° 21′ 05″ ouest              | « PA00111344 »                                  | Classé                                          | 1911                                            | Église Saint-Hermès                                                              |
| Maison                                                                           | Fontenay-le-Marmion                                    |                                                 | 49° 05′ 35″ nord, 0° 21′ 10″ ouest              | « PA00111345 »                                  | Inscrit                                         | 1948                                            | Maison                                                                           |
| Tumulus de la Hogue                                                              | Fontenay-le-Marmion                                    |                                                 | 49° 05′ 45″ nord, 0° 21′ 45″ ouest              | « PA00111346 »                                  | Classé                                          | 1905                                            | Tumulus de la Hogue                                                              |
| Tumulus de la Hoguette                                                           | Fontenay-le-Marmion                                    | Rue des Côteaux Rue du Tumulus                  | 49° 05′ 47″ nord, 0° 21′ 16″ ouest              | « PA00111347 »                                  | Classé                                          | 1975                                            | Tumulus de la Hoguette                                                           |
| Église Saint-Aubin                                                               | Fontenay-le-Pesnel                                     |                                                 | 49° 10′ 06″ nord, 0° 35′ 10″ ouest              | « PA00111348 »                                  | Inscrit                                         | 1927                                            | Église Saint-Aubin                                                               |
| Église Saint-Eugène                                                              | Formentin                                              |                                                 | 49° 11′ 53″ nord, 0° 08′ 30″ est                | « PA00111349 »                                  | Classé                                          | 1977                                            | Église Saint-Eugène                                                              |
| Église Saint-Martin                                                              | Formigny                                               |                                                 | 49° 20′ 13″ nord, 0° 53′ 55″ ouest              | « PA00111350 »                                  | Classé                                          | 1840                                            | Église Saint-Martin                                                              |
| Église Saint-Pierre                                                              | Formigny                                               | Engranville                                     | 49° 19′ 14″ nord, 0° 53′ 45″ ouest              | « PA00111351 »                                  | Inscrit                                         | 1927                                            | Église Saint-Pierre                                                              |
| Monument commémoratif de la bataille de Formigny                                 | Formigny                                               |                                                 | 49° 19′ 57″ nord, 0° 54′ 00″ ouest              | « PA14000068 »                                  | Inscrit                                         | 2006                                            | Monument commémoratif de la bataille de Formigny                                 |
| Église Saint-Pierre                                                              | Foulognes                                              |                                                 | 49° 08′ 28″ nord, 0° 49′ 08″ ouest              | « PA00111352 »                                  | Inscrit                                         | 1927                                            | Église Saint-Pierre                                                              |
| Château du Fresne-Camilly                                                        | Le Fresne-Camilly                                      |                                                 | 49° 15′ 01″ nord, 0° 29′ 05″ ouest              | « PA00111353 »                                  | Inscrit                                         | 1973                                            | Château du Fresne-Camilly                                                        |
| Église Notre-Dame                                                                | Le Fresne-Camilly                                      |                                                 | 49° 15′ 36″ nord, 0° 29′ 22″ ouest              | « PA00111355 »                                  | Classé                                          | 1840                                            | Église Notre-Dame                                                                |
| Église Saint-Martin                                                              | Le Fresne-Camilly                                      |                                                 | 49° 15′ 31″ nord, 0° 30′ 33″ ouest              | « PA00111354 »                                  | Classé                                          | 1918                                            | Église Saint-Martin                                                              |
| Château de Fresney                                                               | Fresney-le-Puceux                                      |                                                 | 49° 03′ 43″ nord, 0° 22′ 13″ ouest              | « PA00111356 »                                  | Classé                                          | 1930                                            | Château de Fresney                                                               |
| Pierre Tournante                                                                 | Fresney-le-Puceux                                      |                                                 | 49° 03′ 23″ nord, 0° 21′ 48″ ouest              | « PA00111357 »                                  | Classé                                          | 1956                                            | Pierre Tournante                                                                 |
| Manoir de Douville                                                               | Friardel                                               | Douville                                        | 49° 00′ 00″ nord, 0° 23′ 37″ est                | « PA14000033 »                                  | Inscrit                                         | 2003                                            | Image manquante Téléverser                                                       |
| Prieuré de Saint-Cyr                                                             | Friardel                                               | Détruit par faits de guerre                     | 48° 59′ 40″ nord, 0° 24′ 03″ est                | « PA00111358 »                                  | Classé                                          | 1933                                            | Prieuré de Saint-Cyr                                                             |
| Château de Fumichon                                                              | Fumichon                                               |                                                 | 49° 10′ 00″ nord, 0° 22′ 05″ est                | « PA00111359 »                                  | Inscrit                                         | 1927                                            | Château de Fumichon                                                              |